# 시간탐험대
시간탐험대 또는 타임 퀘스트는 일본 애니메이션 제작사인 프로덕션 리드에서 1989년에 제작한 애니메이션이다. 한국에서는 1993년 말에 문화방송에서 시간탐험대라는 이름으로 처음 방영되었으며, 이후 1999년 투니버스, 2005년에 챔프TV를 통해 다시 방영되었다. 이후 2009년 9월부터 2010년 1월까지 EBS에서 재더빙하여 방영하였다. 내용은 박사가 만든 타임머신을 이용해서 다른 시대로 넘어가는 이야기를 그렸다. 일본에서는 타임 트러블 돈테크만! (たいむとらぶるトンデケマン！) 라는 제목으로 알려져있다.

## 개요
1989년 가을경에 후지TV의 평일 저녁 오후 5시 30분부터의 애니메이션 프로그램 범위 “틴즈 골든 타임”으로, 유일하게 원작이 존재하지 않는 작품으로서 시작되었다.
그러나, 월요일에 방송되고 있던 〈가키데카(がきデカ)〉가 중지된 일로 “틴즈 골든 타임”은 소멸, 나머지의 4작품이 금요일의 저녁 4시부터 6시에 집약해, 이 작품은 오후 4시부터의 방송이 되었다(〈금요일 애니메이션 랜드〉가 된다). 그 후, 오후 4시 30분부터 방송하고 있던 〈매지컬 햇〉의 종료에 의해 일요일 아침 5시 30분으로 다시 이동했다. 그 때문에 끝까지 볼 수 할 수 없었다고 하는 시청자도 속출했다. 덧붙여 “틴즈 골든 타임”의 프로그램 중, 끝까지 남은 〈란마 1/2〉은 1992년 9월 25일까지 방송되었다.
스토리는 기본적으로 1화 완결, 시간 여행을 주제로 한 애니메이션이다. 매회, 과거나 미래에 이야기가 전개. 사실 뿐만이 아니라, 영화의 세계 등이 무대가 되기도 한다. 유명한 영화 등에서의 패러디가 많이 보여 방송 타이틀도 영화의 타이틀을 모방한 것이 많다. 덧붙여 최종회를 제외하고, 타임 파라독스는 취급하지 않았다.
캐릭터 디자인은 아시다 도요오가 담당하고 있어, 당시 니혼 테레비 계열로 방송되고 있던 〈마신영웅전 와타루〉시리즈나 〈슈퍼 그랑죠〉와 함께 당시의 아시다 팬의 일부에서는“아시다 3부작”으로 불렸던 시기도 있었다. 다만, 방송 개시 당시는 후지 테레비만으로의 방송이었던 일, 전제의 2작품과는 제작 회사가 다른 것 등에서, 그것들에 비교해 지명도는 낮다. 재방송을 잘 하지 않았던 것도 있어, 일본 내에서는 방송 종료로부터 DVD화 될 때까지 환상의 작품화하고 있었다.
덧붙여 긴키 지방에서는 후지 테레비 계열의 간사이 테레비 방송이 저녁 5시 대의 자사 제작의 연속 프로그램( 〈○폭와이드〉)이 금요일만 1시간 프로그램으로서 제작되었기 때문에,"틴즈 골든 타임" 중 당번조만이 넷되지 않았다. 대신에 독립 UHF 방송국의 선 테레비와 KBS 교토에서 약 2개월 늦게 방송되고 있었다. 아오모리 TV에서도 목요일 저녁4:30~5:00에 방영하고 있었다. 다른 일부의 지역에서는 후지 테레비에서의 본방송 종반에 도달했을 무렵에 간신히 방송된 모양이다.

## 등장인물
- 성우진은 왼쪽부터 일본어,한국어(MBC),한국어(EBS) 순.
- 등장인물 소개에서 이름은 한국판을 우선으로 치며, 일본명은 괄호에다가 표기한다

돈테크만(톤데케만)
성우: 치바 시게루 / 김영훈 / 최한
스텐레스제 주전자형 타임 머신. 선글라스를 쓰고 있고, 간사이 사투리로 말한다. 돈데크만을 갖고 있는 사람을 〈주인님〉이라고 말하도록 프로그램 되어 있어 기본적으로는 주인님의 명령 밖에 하지 않는다. 주인님이 바뀌면 곧바로 그 사람의 편이 되는 마치 박쥐 같은 성격이다. 입으로부터 광선을 꺼내 〈차원의 구멍〉을 뚫을 수 있다. 덧붙여 구멍은 10분만에 닫혀 버린다. 시간과 장소의 지정은 본래 귀에 해당하는 부분의 다이얼로 실시하지만, 실제로는 구두로 지시받는 것이 대부분이었다. 게다가 지시가 없거나, 있었다고 해도 조잡하기 때문에, 행선지는 돈테크만이 선택하는 경우가 많다. 내장 컴퓨터는 우수한 것 같아서, 인간 수준의 회화를 할 수 있고 암호 해독도 했던 적이 있다. 제15화에서 한 번 고장나 버렸지만, 에디슨 박사의 수리에 의해 무사히 고쳐졌다.
리키(하야토)(はやと)
성우: 미츠야 유지 / 이미자 / 엄상현
본명·신도 하야토(神童はやと). 축구가 자신있고, 공을 차 위기를 탈출하는 장면이 자주 있다. 머리에는 하치마키를 매고, 손목에는 축구 써포터를 감고, 반소매 셔츠와 반바지에 맨발로 스니커즈를 신고 있다. 레오나르도 박사의 연구실에 잘 놀러 가서, 기계에 강하다. 스카이와는 같은 학교의 동급생으로, 꽤 사이가 좋다. 9세기에서는 샬랄라 공주의 궁전에서 스카이와 함께 신세를 지고 있다. 덧붙여 방송 전 자료에서는“神童ばっと”라는, 천일야화에 등장하는 신드바드로부터 취한 이름이었다.
설정 연령은 14세. 다만 애니메이션 잡지 자료에서는 11세로 되어 있다(제1화에서의 첫등장 장면에서 그가 나온 교실의 입구의 표지판에는 5-3이라고 쓰여 있었다.). 말버릇은 〈훌륭하잖아.〉
스카이(유미)
일판 본명은 아라마 유미(新舞ゆみ). 성우는 니시하라 쿠미코(일)/정미연(MBC)/장은숙(EBS)
본명·아라마 유미(新舞(あらま)ゆみ)). 역사를 자세히 알아, 차원의 구멍의 행선지에서 휴대용 사전을 사용해 어느 시대나 판별할 수 있다. 20세기에서는 밴드를 하고 있던 설정이 있지만 오프닝, 제1화, 제3화, 최종회에서만 나와있다. 리키와 마찬가지로 기계에 강하다. 20세기에서 가져온 스쿠터를 운전하는 경우가 많다. 방송 전의 자료에서는 “히마나시 미코(日真名みこ)”라고 표기되어 있었다.
오마르 왕자(단단)
성우는 카미야 아키라(일)/안지환(MBC)/김장(EBS)
미남이지만, 점점 유유부단하고 정신없는 성격을 드러내게 된다. 샬랄라 공주와 약혼을 맺어서, 공주를 위해서라면 필사적으로 된다. 공주에게 구혼하고 있지만, 별로 적극적이 아닌 공주에게 다루어지고 있다. 샬랄라 공주의 궁전에 묵고 있다.
알라딘
성우는 미타 유코(일)/이선주(MBC)/정윤정(EBS)
바그다드에 살고 있는 10세가 채 되지 않은 도적 소년으로, 제2화부터 등장. 리키를 〈형〉이라고 부르며 따르고, 그 다음은 샬랄라 공주의 궁전에 정착해 생활하고 있다. 제8화부터 등장한 용의 아이 〈도라무스코〉를 같이 데리고 있다.
샬랄라 공주
성우는 사쿠마 레이(일)/박영희(MBC)/문선희(EBS)
아라비아의 공주님이자 제1의 미인으로 거의 백치. 매회, 압둘라에 가로채진다. 익숙해져 버렸는지 위기감이 없는 것인지, 자신이 놓여 있는 상황을 즐기고 있는 것 같고, 차원의 구멍의 행선지를 지정하는 일도 자주 있다. 마지막화에서는 오마르 왕자와 결혼을 한다.
용용이 (도라무스코)
성우: 사쿠마 레이 / 배주영 / 전해리
제8화에서 지크프리드에 의해서 쓰러진 용의 아이. 알라딘이 알을 바그다드에 가지고 돌아간 후에 부화해, 알라딘의 애완용 용이 되었고 그대로 레귤러 캐릭터에게. 차회예고의 나레이션으로는, 샬랄라 공주와 경연을 하고 있어, 사쿠마 레이의 1인 2역으로 연기할 수 있고 있다.
압둘라
성우는 다키구치 쥰페이(일)/이종혁(MBC)/이장원(EBS)
호라즘 왕국의 마법사. 자칭 〈바그다드 1의 마법사 압둘라님〉. 키가 작고, 살쪄 있고, 머리카락이 없다. 머리에 붙인 지폐의 주문의 힘으로 마법을 쓰기 때문에, 지폐가 없어지면 아무것도 할 수 없다. 지폐는 평상시는 터번으로 숨어 있다. 마법의 램프로 램프의 바바를 소환하거나, 하늘을 나는 융단을 가지고 있다. 톤데케만도 복대에 넣어 가지고 다니고 있다. 매회, 샬랄라 공주를 가로채 차원의 구멍에서 다른 시대로 도망치지만, 결국 실패로 끝나 돌아온다. 도마뱀 꼬리가 좋아하는 것.
램프의 바바
성우는 사사오카 시게조(일)/김동현(MBC)/하성용(EBS)

## 소개
압둘라의 마법의 램프로부터 나타나는 거인. 슈퍼맨과 같은 모습으로, 항상 크게 웃고 있다. 하늘을 날 수 있다. 생긴 것은 건장하나 엄청난 바보로 압둘라의 부름에도 듣지 않고 별로 도움이 되지 못한다. 해신 포세이돈을 자신의 부친으로 착각 하거나 자유의 여신상에 한 눈에 반하거나 하는 등의 얼간이인 행동이 많다. 도마뱀 꼬리가 좋아하는 것으로, 압둘라가 이것으로 그를 통제한다. 최종화에서는 신문기자로 등장.
레오나르도 박사
성우: 치바 시게루 / 박영화 / 박경찬
돈테크만을 만든 게으름뱅이 발명가. 그 정체는 최종회에서 밝혀진다.
오라트르 대왕
성우: 사사오카 시게조 / 김강산
호라즘 왕국의 대공. 부하인 압둘라에게 샬랄라 공주를 데려 오도록 명령을 한다. 처음은 샬랄라 공주를 왕비로서 맞이하는 것으로 바그다드를 손에 넣는 것이 목적이었지만, 실제로 공주를 만나 반해 버려, 바그다드나 다른 것은 아무래도 좋다고 생각할 정도로 되었다. 방송 전의 자료에서는“오트랄 대공”이라고 표기되어 있었다.

## 각 화 타이틀
- 한국어(일본어)=일본 방영 당시의 타이틀
- 한국어/한국어=MBC/EBS 방영시의 타이틀

1. 주인님, 주전자에요 (オカミさん, やかんですよ)/돈데크만의 탄생/주인님, 전 주전자가 아니에요
2. 천재는 잊었을 무렵에 온다 (天才は忘れたころにやってくる)/새친구 알라딘/천재는 우리 옆에 있다?
3. 트로이야의 목마는 트로이야 (トロイヤの木馬はとろいや)/트로이의 목마/트로이의 목마
4. 스핑크스 꿈꾸다! (スフィンクスとんだ!)/투탄카멘의 피라미드/스핑크스, 날다!
5. 포세이돈 어드벤처 (ぽせいどんアドベンチャー)/포세이돈 어드벤처/아틀란티스를 구해라!
6. 황제 드링크로 힘내다 (皇帝ドリンクでがんばるんば)/진시황을 만나다/진시황의 불로장생 약
7. 아마조네스VS미스터 레이디 (アマゾネスVSミスター・レディ)/아마존의 전쟁/아마조네스 여전사들
8. 드래곤 퀘스트 전설!? (ドラゴン・クエスト伝説!?)/용의 전설/오마르 왕자와 용의 전설
9. 가짜 톤데케만 나타나다!! (ニセトンデケマン現わる!!)/가짜 돈데크만/가짜 돈데크만이 나타나다!
10. 샬랄라 공주의 스타 탄생!! (シャララ姫のスター誕生!!)/스타 탄생/배우가 된 샬랄라 공주
11. 단단 추방(비) 대작전!? (ダンダーン追放(秘)大作戦!?)/마술지팡이/마법 지팡이 소동
12. 언터처블 대소동!! (アンタッチャブル大騒動!!)/금주법시대/압둘라, 알 카포네를 만나다!
13. 큰 왕님은 바이킹!? (でかい王様はバイキング!?)/바다의 용사 바이킹/압둘라의 다이어트 소동
14. 역시 지구는 움직이고 있다 (やっぱり地球は動いている)/땅이 흔들린다/그래도 지구는 돈다!
15. 에디슨 박사의 이상한 애정 (エジソン博士の異常な愛情)/100년전의 뉴욕/돈데크만이 고장났다!
16. 드라큘라 도시에 오다! (ドラキュラ都へ来る!)/드라큘라 백작/드라큘라, 공주를 만나다!
17. 백 투 더 서부극 (バック・トゥ・ザ・西部劇)/부서진 타임머신/서부에서 만난 친구
18. 성검전설 엑스칼리버 (聖剣伝説えくすかりばあ)/원탁의 기사들/전설의 검, 엑스칼리버
19. 대분화! 본페이 탈출 작전 (大噴火! ボンペイ脱出作戦)/폼페이의 화산폭발/화산 폭발! 폼페이 탈출 작전?
20. 닌자는 전부 몇 명? (忍者は全部でなんにんじゃ?)/바그다드의 닌자/전설의 무사 등장!
21. 나폴레옹은 여자에게 약하다 (ナポレオンはギャルに弱い)/나폴레옹을 만나다/나폴레옹은 여자에 약해!
22. 엄마를 찾아 3억년? (母をたずねて三億年?)/공룡시대/엄마 찾아 삼억 년?
23. 불타라! 불꽃의 격투기 마라톤!! (燃えよ! 炎の格闘技マラソン!!)/고대올림픽/목숨을 건 마라톤
24. (비)보고! 클레오파트라 전설!! ((秘)報告! クレオパトラ伝説!!)클레오파트라의 질투/클레오파트라 전설
25. 사상 최대의 그레이트 레이스! (史上最大のグレートレース!)/대륙횡단경주/속도에 빠진 샬랄라 공주
26. 이제 멈추지 않아?! 폭주 열차 (もう止まらない?! 暴走列車)/보안관 샬랄라공주/기차를 세워라!
27. 20산결! 2101년, 우주 여행으로 (20酸欠! 2101年, 宇宙の旅でっせ)/우주의 미아/2101년, 우주여행
28. 탐정 홈즈의 이상한 모험 (探偵ホームズの異常な冒険)/명탐정 셜록홈즈/셜록 홈즈와 이상한 모험
29. 원조 톱 건 이상한 싸움 (元祖トップガン異常な戦い)/다시 만난 알카포테/샬랄라 공주와 압둘라,댄서가 되다!
30. 언터처블 대소동II (アンタッチャブル大騒動II)/라이트 형제/샬랄라 공주,하늘을 날다!
31. 해저 2만 마일! 이상한 여행 (海底2万マイル! 異常な旅)/잠수함 작전/태평양의 바다 괴물
32. 샬랄라 공주의 로마의 휴일 (シャララ姫のローマの休日)/로마의 휴일/샬랄라 공주의 로마의 휴일
33. 베르사이유의 이상한 장미? (ベルサイユの異常なバラ?)/베르사유의 결혼식/베르사유의 이상한 장미
34. 폭발! 단단 지뢰 대작전 (爆発! ダンダーン地雷大作戦)/지뢰밭에서/오마르 왕자,지뢰를 밟다!
35. 감동! 태양으로의 홈런!! (感動! 太陽へのホームラン!!)홈런왕 베이브루스/태양을 향해 홈런!
36. 큰일 마이크로 샬랄라 공주 (大変ミクロのシャララ姫)/애들이 줄었어요/우리가 작아졌어요!
37. 발각 샬랄라 베니스의 사랑 (発覚シャララのベニスの恋)/베니스의 사랑/샬랄라 공주와 베니스의 사랑
38. 대폭발! 최후의 시간 여행 (大爆発! 最後のじかん旅行)/시간의 미로1/대폭발! 마지막 시간 여행
39. 대혼선! 지구 최후의 날!? (大混線! 地球最後の日!?)/마지막 이야기(시간의 미로2)/지구 최후의 날?

미라지엔터테인먼트에서 2018년 2월에 DVD가 정식으로 출시될 예정이다.